# Joseph Bretherton

a Compétitions nationales et continentales officielles uniquement.

Joseph Bretherton dit Joe Bretherton, né le 5 octobre 1995 à Wigan (Angleterre), est un joueur de rugby à XIII anglais évoluant au poste de pilier ou de deuxième ligne.
Il intègre lors de la saison 2016 l'effectif de Super League des Wigan Warriors disputant son premier match le 10 avril 2016 contre Wakefield. Il dispute de nombreuses rencontres cette saison qui voit Wigan remporter le titre, Bretherton ne dispute pas la finale et était entré en jeu en demi-finale. La saison 2017 le voit reléguer en réserve, avec des prêts dans les divisions inférieures à Workington et Swinton, avant de quitter le club en 2018 pour rejoindre le club français du Toulouse olympique XIII. Avec ce dernier, il s'y inscrit sur la durée remportant le Championship : 2021 et en prenant part aux débuts du club en Super League en 2022. 

## Palmarès
- Collectif : 
  - Vainqueur de la Super League : 2016[1] (Wigan).
  - Vainqueur du Championship : 2021 (Toulouse).

### Détails en club
| Saison | Club                    | Compétition  | Matchs | Points | Essais | Buts | Drop |
| ------ | ----------------------- | ------------ | ------ | ------ | ------ | ---- | ---- |
| 2016   | Wigan                   | Super League | 13     | 4      | 1      | -    | -    |
| 2017   | Wigan                   | Super League | 4      | -      | -      | -    | -    |
| 2017   | → Workington            | League 1     | 1      | -      | -      | -    | -    |
| 2017   | → Swinton               | Championship | 2      | -      | -      | -    | -    |
| 2018   | Toulouse olympique XIII | Championship | 16     | 8      | 2      | -    | -    |
| 2019   | Toulouse olympique XIII | Championship | 23     | 36     | 9      | -    | -    |
| 2020   | Toulouse olympique XIII | Championship | 5      | 4      | 1      | -    | -    |
| 2021   | Toulouse olympique XIII | Championship | 11     | 32     | 8      | -    | -    |
| 2022   | Toulouse olympique XIII | Super League | 18     | 12     | 3      | -    | -    |